# Vaucluse (departma)
Vaucluse (okcitansko/provansalsko Vauclusa, oznaka 84) je francoski departma v regiji Provansa-Alpe-Azurna obala.

## Zgodovina
Departma je bil ustanovljen v času francoske revolucije 8. decembra 1793 iz delov departmajev Bouches-du-Rhône (Avignon, Apt), Drôme (Carpentras) in Spodnje Alpe (Sault), kasneje preimenovanega v Alpe Visoke Provanse.

## Geografija
Vaucluse leži na zahodu regije Provansa-Alpe-Azurna obala. Na severu meji na departma Drôme, na vzhodu na Alpe Visoke Provanse, na jugu na departmaja Var in Ustje Rone, na zahodu na departma regije Languedoc-Roussillon Gard, na severozahodu pa na departma Ardèche (regija Rona-Alpe).
Departma je na vzhodu in jugu omejen z rekama Rono in Durance. Vzhod departmaja obsega dobršen del gora vključno z goro Mont Ventoux (1.912 m), imenovano tudi »Velikan Provanse«. V spodnje ležečih delih departmaja se nahajajo veliki sadovnjaki in rastlinjaki. Vaucluse ima tudi precej veliko eksklavo znotraj departmaja Drôme, nekdaj del Papeške države, kanton Valréas.